# کن آیرس
کن آیرس (انگلیسی: Ken Ayres؛ زادهٔ ۱۵ مهٔ ۱۹۵۶) بازیکن فوتبال اهل بریتانیا است.
از باشگاه‌هایی که در آن بازی کرده‌است می‌توان به باشگاه فوتبال کریستال پالاس و باشگاه فوتبال منچستر یونایتد اشاره کرد.